# Кобилица
Кобилица је главни уздужни носећи елемент неког пловила. На неким једрилицама може имати и хидродинамичку и противтежну функцију. Постављање кобилице често представља почетни корак у изградњи брода. У британској и америчкој бродоградитељској традицији, овај догађај означава званичан датум почетка изградње брода.

## Историја

### Почеци
Коришћење кобилице на једрењацима датира још из антике. Олупина старогрчког трговачког брода, познатог као Брод из Керинеје, потврђује да кобилице постоје најмање од 315. године пре нове ере. Олупина брода Улубурн (око 1325. п. н. е.) имала је примитивни облик кобилице, али је могуће да је више личила на централну даску него на праву кобилицу.

### Стилови конструкције

#### Класична
Код класичне конструкције трупа, градња брода је започињала постављањем кобилице, након чега су следили крма и прамац. Затим су се постављали оквири на кључним тачкама дуж кобилице. Касније је на кобилицу причвршћивана хрптеница, било вијцима или дрвеним клиновима.

#### Клинкер
Систем првобитне изградње трупа који се и данас користи је клинкер конструкција, која користи преклапајуће даске које су обликоване да произведу форму трупа. Старији системи укључују методу која се заснива на дну, коришћену за постављање дасака са обе стране кобилице на когама. Ова метода укључује даске које су уклопљене у равни, а које су исечене како би се добио облик трупа. Још старији је систем спајања ивица, који је коришћен у Средоземљу током класичног периода. У овом систему, велики део чврстине трупа долази од самих дасака, док оквири пружају додатну чврстоћу. У свим овим системима, спајање кобилице, прамца и крме је почетна тачка изградње.

## Структура
На дрвеним бродовима кобилица је углавном масивна греда, а на челичним се чешће изводи као плошна конструкција од хоризонтално постављених лимених плоча. Некада је градња брода започињала полагањем кобилице на грађевном месту, док је у изградњи савремених челичних бродова то само симболичан чин, јер се данас такви бродови граде од секција и блокова којима је кобилица тек део. Баластна кобилица на спортским једрилицама и јахтама служи за повећање стабилности и смањивање бочног заношења од ветра, па се најчешће израђује у облику вертикалне пераје оптерећене баластом. Малене једрилице имају помичну кобилицу, тј. перају од лима или дрвета која се у плићаку може подићи, а при једрењу спустити. Љуљна кобилица смањује љуљање брода на таласима, а изводи се као лимена пераја на подводном делу брода; протеже се на једној до две трећине дужине брода, а обично се поставља на узвоју, где дно прелази у бокове.